# Zygomaturus
Zygomaturus — рід ссавців, вимерлих гігантських сумчастих з ряду кускусоподібні.
Зигоматури протягом плейстоцену проживали у Австралії. Він мав важке тіло і товсті ноги й, як вважають, розмірами та тілобудовою був схожий на сучасного карликового бегемота, пересувався на чотирьох кінцівках. Середовищем проживання видів роду Zygomaturus були вологі прибережні ділянки континенту. Вимирання представників роду відбулося близько 45 000 років тому. Zygomaturus, як вважається, розширював свій ареал вглиб континенту через водні шляхи, особини роду жили усамітнено або невеликими стадами. Харчувались, переважно, очеретом та осокою, перемелюючи їх своїми різцями.

## Близькі роди
- Hulitherium
- Silvabestius
- Neohelos
- Kolopsis